# توسيع الاتحاد الأوروبي في 2013

الدول الاعضاء في الاتحاد الاوروبي خلال عام 2013 بعد انضمام كرواتيا.

شهد أحدث توسيع للاتحاد الأوروبي ضم كرواتيا لتصبح الدولة العضو الثامنة والعشرين في 1 يوليو 2013. تقدمت الدولة بطلب للحصول على عضوية الاتحاد الأوروبي في 2003، وأوصت المفوضية الأوروبية بجعلها مرشحًا رسميًا في أوائل 2004. منح المجلس الأوروبي كرواتيا وضع الدولة المرشحة في منتصف 2004. بدأت مفاوضات الدخول، التي حُددت أساسًا في مارس 2005، في أكتوبر من ذلك العام بالإضافة إلى عملية التدقيق.
تعقدت عملية انضمام كرواتيا بسبب إصرار سلوفينيا، إحدى الدول الأعضاء في الاتحاد الأوروبي، على معالجة نزاعات الحدود بين الدولتين قبل أن تنضم كرواتيا إلى الاتحاد. كان الرأي العام الكرواتي مؤيدًا بشكل عام للانضمام إلى الاتحاد الأوروبي، على الرغم من الارتفاعات العرضية بالشكوكية الأوروبية.
أنهت كرواتيا مفاوضات الانضمام في 30 يونيو 2011، ووقعت معاهدة الانضمام في 9 ديسمبر 2011. أُجري استفتاء عام حول الانضمام إلى الاتحاد الأوروبي في كرواتيا في 22 يناير 2012، صوت فيه 66% من المشاركين لصالح الانضمام إلى الاتحاد. اختُتمت عملية التصديق في 21 يونيو 2013، ودخل انضمام كرواتيا إلى الاتحاد الأوروبي حيز النفاذ في 1 يوليو 2013. وبهذا أصبح الاتحاد الأوروبي في أكبر امتداد إقليمي له من 2013 حتى 2020، عندما غادرت المملكة المتحدة الاتحاد.

## متطلبات الانضمام

### الإصلاح القضائي وحقوق الإنسان
تضمنت متطلبات الانضمام: الإصلاح القضائي لتعزيز استقلال السلطة القضائية ومساءلتها وحياديتها ومهنيتها وكفاءتها؛ قمع الفساد والجريمة المنظمة (أدى هذا إلى إدانة رئيس الوزراء السابق ايفو ساندر بتهمة تلقي الرشاوى)؛ تعزيز حماية الأقليات؛ تسوية قضايا عودة اللاجئين المعلقة؛ تحسين حماية حقوق الإنسان.

### التعاون مع المحكمة الجنائية الدولية ليوغوسلافيا السابقة
اضطرت كرواتيا إلى تسليم الكثير من مواطنيها إلى المحكمة الجنائية الدولية ليوغوسلافيا السابقة، وهي هيئة تابعة للأمم المتحدة، وكانت هذه المسألة موضع خلاف في السياسة الداخلية. أشار مسؤولون من الاتحاد الأوروبي بشكل مستمر إلى أن علاقات كرواتيا مع المحكمة أمر يتطلب مزيدًا من التحسين. وكانت اتفاقية الاتحاد الأوروبي لتحقيق الاستقرار والتعاون مع كرواتيا قد توقفت بسبب ذلك.
حدد المجلس الأوروبي، بعد مؤتمر القمة الذي عقد في 20 ديسمبر 2004، يوم 17 مارس التالي موعدًا لبدء مفاوضات الدخول، مشترطًا أن تتابع كرواتيا التعاون التام مع المحكمة. في 16 مارس 2005، اليوم السابق لبدء المحادثات، أرجأ الاتحاد الأوروبي بدء المفاوضات، لأن الادعاء في المحكمة قيّم الجهود الكرواتية للقبض على الجنرال الهارب أنته غوتوفينا (الذي اتهمته المحكمة بارتكاب جرائم حرب وجرائم ضد الإنسانية، ولكنه طليق منذ 2001) بأنها غير سريعة وغير كافية.
في 7 ديسمبر 2005، اعتقلت الشرطة الإسبانية أنته غوتوفينا أخيرًا بمساعدة الحكومة الكرواتية على جزيرة تنريفي الإسبانية الواقعة في جزر الكناري. أُحضر إلى لاهاي ليحاكم بتهمة ارتكاب جرائم حرب. حُلت هذه المشكلة مع اعتقال أنته غوتوفينا، وبدأت مفاوضات الدخول من جديد بعد تصديق المدعية العامة للمحكمة كارلا ديل بونتي على أن كرواتيا تتعاون الآن تعاونًا تامًا.
في أبريل 2011، حُكم الجنرالان الكرواتيان غوتوفينا وماركاتش بالسجن لفترات طويلة في المحكمة الجنائية الدولية ليوغوسلافيا السابقة، الأمر الذي اعتبره الرأي العام الكرواتي غير عادل. سبب هذا الأمر زيادة ملحوظة في معارضة الانضمام للاتحاد، ففي الماضي، اشترطت بعض الدول مثل هولندا لتقديم دعمها لانضمام كرواتيا استمرار التعاون الكرواتي مع المحكمة الجنائية الدولية ليوغوسلافيا السابقة.
في 16 نوفمبر 2012، برأت دائرة الاستئناف التابعة للمحكمة الجنرالين غوتوفينا وماركاتش وأمرت بالإفراج عنهما فورًا.